# Gare d'Iwuy
La gare d'Iwuy est une gare ferroviaire française de la ligne de Busigny à Somain, située sur le territoire de la commune d'Iwuy dans le département du Nord, en région Hauts-de-France.
Elle est mise en service en 1858 par la Compagnie des chemins de fer du Nord. C'est une halte ferroviaire de la Société nationale des chemins de fer français (SNCF) desservie par des trains TER Hauts-de-France.

## Situation ferroviaire
Établie à 53 mètres d'altitude, la gare d'Iwuy est située au point kilométrique (PK) 213,797 de la ligne de Busigny à Somain, entre les gares d'Escaudœuvres et de Bouchain.

## Histoire
La station d'Iwuy est mise en service le 15 juillet 1858 par la Compagnie des chemins de fer du Nord, lorsqu'elle ouvre à l'exploitation la ligne de Busigny à Somain.
Le tableau du classement par produit des gares du département du Nord pour l'année 1862, réalisé par Eugène de Fourcy, ingénieur en chef du contrôle, place la station d'Iwuy au 30e rang, et au 89e pour l'ensemble du réseau du Nord, avec un total de 48 916,01 fr. Dans le détail cela représente : 19 568,58 fr pour un total de 12 890 voyageurs transportés, la recette marchandises étant de 1 735,53 fr (grande vitesse) et 27 611,90 fr (petite vitesse).
Une proposition de vente avait été faite à la commune par la SNCF. Aucune suite n'ayant été donnée, la destruction du Gare ferroviaire#Bâtiment voyageurs est décidée en 2001, la gare devenant un point d'arrêt.[réf. nécessaire]

## Service des voyageurs

### Accueil
Gare SNCF, c'est un point d'arrêt non géré (PANG) à entrée libre.

### Desserte
Iwuy est desservie par des trains TER Hauts-de-France qui effectuent des missions entre les gares de Cambrai et de Valenciennes.

### Intermodalité
Un parking pour les véhicules y est aménagé.

## Galerie de photographies

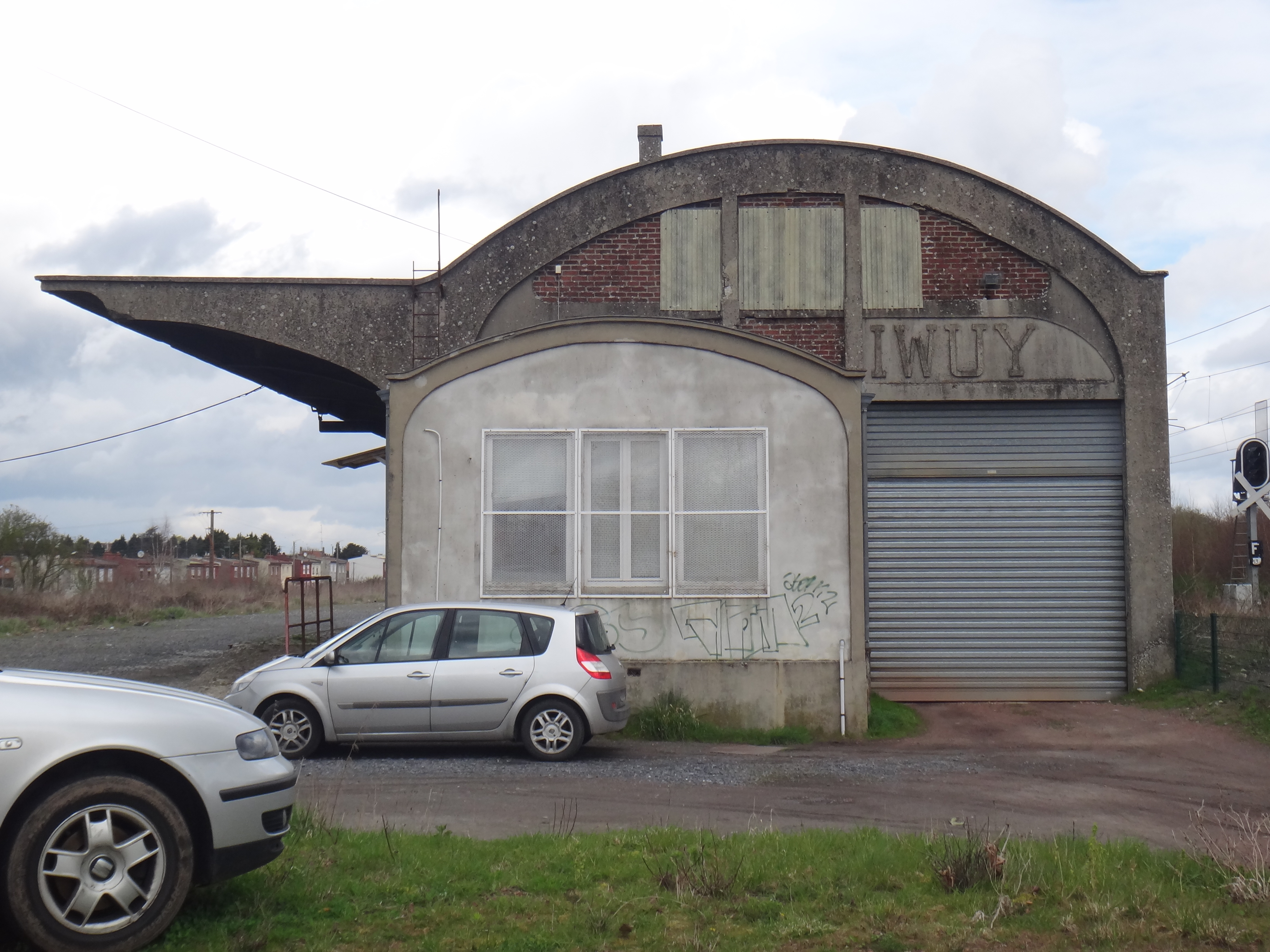
La halle.
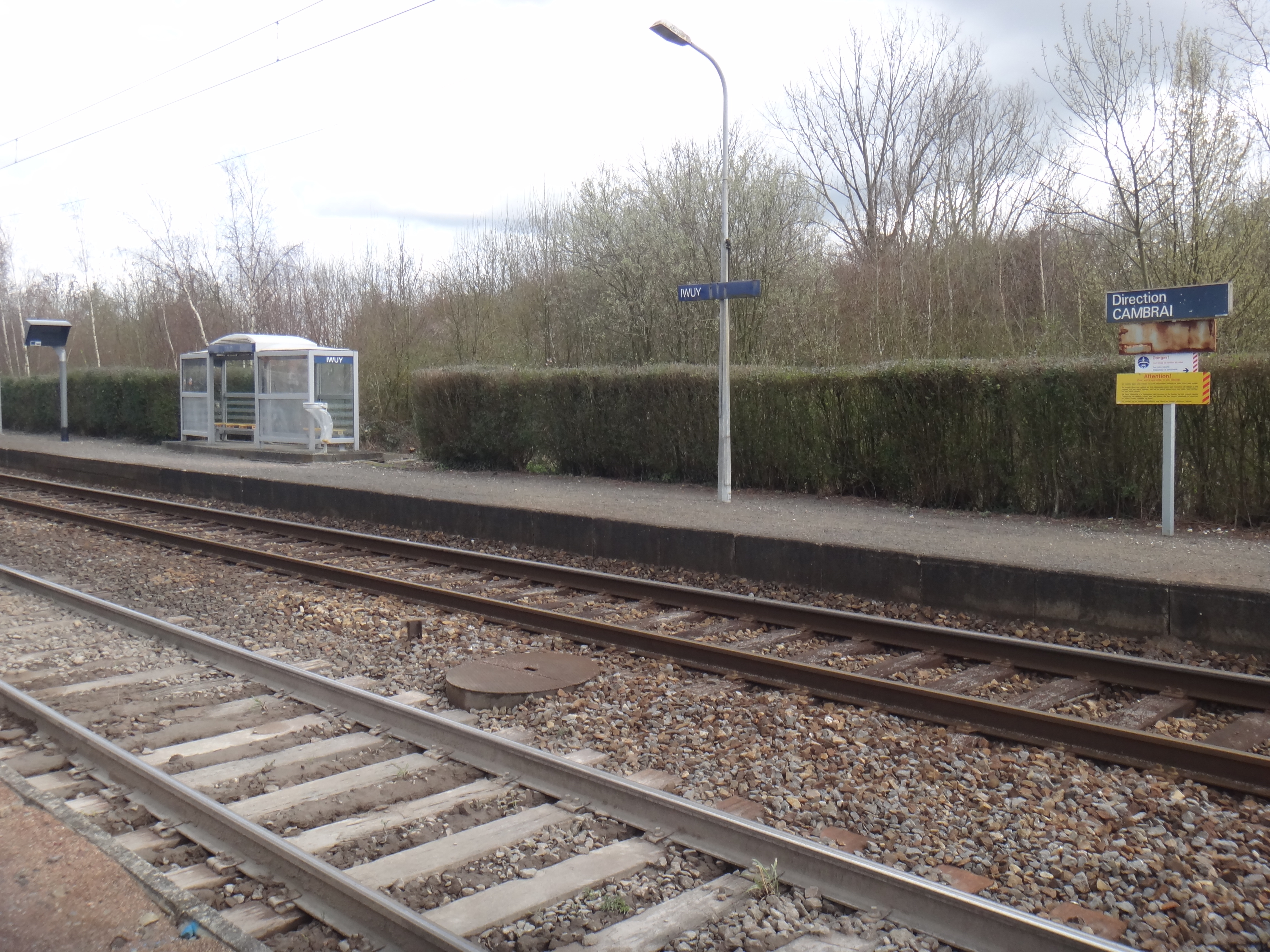
Les quais.